# Juan de Ampíes

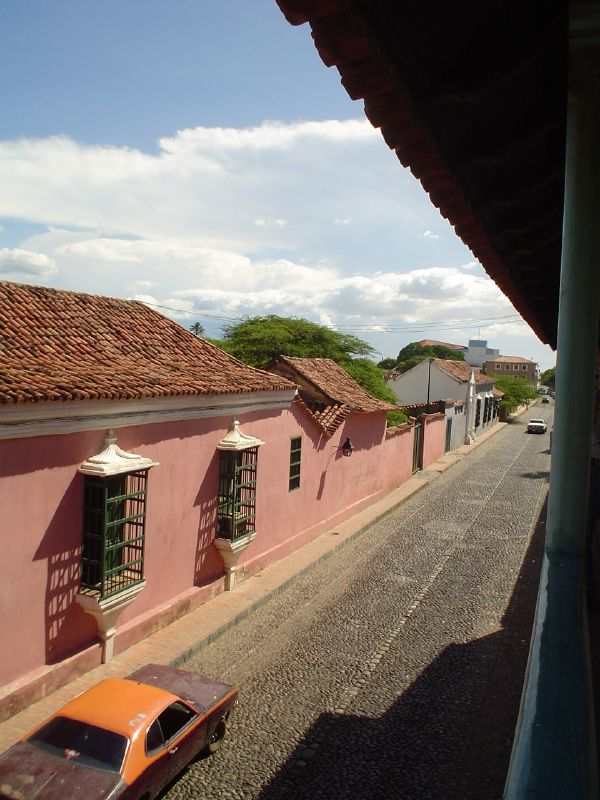
Quartiere coloniale di Coro

Juan Martinez Ampíes o Ampués (Saragozza, ... – Hispaniola, 8 febbraio 1533) è stato un ufficiale spagnolo del XVI secolo. È stato Governatore a Santo Domingo e Coro città da lui fondata nel 1527.

## Biografia
Dopo aver conseguito promozioni di merito nelle campagne della guerra in Italia, si recò in America per essere assegnato dal governatore di Santo Domingo per sopprimere la tratta degli schiavi di alcuni mercanti al largo delle coste del Venezuela.
Sbarcò sulla costa con 60 soldati, si accordò con il Cacique Manaure, capo delle tribù indigene della costa dell'attuale territorio dello stato di Falcón, per continuare l'esplorazione della terraferma. A tal fine prese possesso di alcuni terreni dove nel 1527 fondò la città di Coro la prima capitale del Venezuela. Ha inoltre stabilito colonie per sfruttare i prodotti della terra, coinvolgendo gli indios in una vera e propria penetrazione pacifica nel paese. Ci sarebbe forse riuscito se Carlo V non l'avesse impedito dando i banchieri tedeschi della famiglia Welser di Augusta, i diritti e i privilegi per lo sfruttamento del territorio.
Ampíes si lamentò  presso l'Imperatore, invano perché Carlo V aveva concesso la terra ai Welser, perché aveva contratto un grosso debito con i banchieri tedeschi che chiamarono questo territorio Piccola Venezia. Ampíes tornò a Santo Domingo dove ha continuato a fornire un servizio eccellente per la causa della Spagna.
Morì a Santo Domingo nel 1533.